# 南京大學大氣科學學院
南京大學大氣科學學院前身是國立中央大學設立的中國第一個氣象學系，是中国现代气象科学的摇篮。

## 现况概览

### 专业设置
- 天气动力学
- 气候学
- 大气物理与大气环境
- 大气环境学
- 应用气象学

### 研究机构
- 南京大学中尺度灾害性天气实验室
- 南京大学灾害性天气气候研究所
- 南京大学全球变化研究中心
- 南京大学自然灾害研究中心
- 南京大学大气物理与大气环境教研室
- 当前研究重点：以气象学为基础，全球变化、大气探测为支撑领域，并开展大气物理、大气环境、大气化学和水循环交叉领域的研究。

### 其它
南京大学大气科学学院目前是国家教育部大气科学指导委员会和中国气象学会的主任委员单位。

## 历史概要
- 南京大学大气科学学院源出地学系。1902年筹办三江师范学堂，1906年更名两江师范学堂，历史舆地科皆开设气象学内容课程。1920年南京高等师范学校时期，文史地部设地学系，地学系设地理气象和地质矿物两个专业，竺可桢为系主任，首次开设气象学专门课程，并在校内建立气象测候站，为中国现代气象专门教育的开端。南京具有悠久的氣象觀測研究歷史，欽天山（雞籠山）北極閣坐落着世界現存最古老的气象台[1] ，最早在南朝宋代時於北极阁建司天臺（日觀台），用以觀天象、測風候；陳代設靈台候樓；明朝洪武十八年建欽天臺。民國16年，在北極閣籌建中央研究院觀象臺，分設天文、氣象兩研究所，南京大學（中央大學，時名第四中山大學）教授竺可楨任氣象研究所所長。欽天山北極閣現為南京大學産學科研基地，其氣象觀測研究的傳統功能保持至今。
- 1930年国立中央大学时期，胡焕庸回国来校后，地学系分为地质系和地理系，地理系设地理、气象两组，气象组为中国最早的气象学专业。
- 由于气象对工农业生产、航运交通及军事活动的重要性日益增大，特别是二战时期军队尤其是空军需要大量气象人员，欧美著名大学先后都加强及新建气象学系，与此同时，中央大学于1944年8月以地理系气象组为基础，成立中国第一个气象学系，黄厦千为首任系主任。
- 1940年，胡焕庸编写的《气候学》问世，为中国出版的第一部气候学教材。1946年，朱炳海编写的《普通气象学》出版，是中国编著的第一本气象学教科书。抗战胜利后1946年自重庆迁回南京，此时气象学系有专任教授黄厦千、涂长望、朱炳海三人，兼任教授赵九章、吕炯二人。1948年徐尔灏返国受聘为副教授，1949年卢鋈、陶诗言来校任教，至此气象学系颇具气象，师资阵容强大，开出的课程甚是齐全，国内无匹，国际上也少见。中华民国大陆时期，气象系教职和历届毕业生计有72人；1949年，中央大学气象学系改名南京大学气象学系。
- 1960年，中国气象局和南京大学合作成立气象学院，与气象学系合并上课；1963年，南京大学气象学院独立为南京气象学院。1986年，气象学系更名为大气科学系，设在地学院内。南京大学大气科学系先后创建了中国第一个大气物理学专业、第一个气候学专业。2008年，大气科学系更名大气科学学院，設氣象學系和大氣物理學系。

## 校友
- 陶诗言
- 高由禧
- 巢纪平
- 陈联寿
- 符淙斌
- 陈德亮